# 스쿨 오브 락 (드라마)
《스쿨 오브 락》(영어: School of Rock)은 미국의 뮤지컬 코미디 드라마로, 2016년부터 방영되고 있다. 2003년 동명 영화를 원작으로 한다.

## 출연
- 브리애나 이드 - 토미카 역
- 리카르도 우르타도 - 프레디 역
- 제이드 페티존 - 서머 역
- 랜스 림 - 잭 역
- 에이던 마이너 - 로런스 역
- 토니 카발레로 - 핀 역
- 제이마 윌리엄슨 - 멀린스 역